# Chapanay
Chapanay es una localidad y distrito ubicado en el departamento San Martín de la provincia de Mendoza, Argentina. 
Se desarrolló a partir de la estación Chapanay del Ferrocarril General San Martín, única estación intermedia del ramal ferroviario Palmira-Tres Porteñas. Se encuentra al oeste de la Ruta Provincial 41, 5 km al este del río Mendoza y 10 kilómetros al norte de San Martín.
Es una zona de producción vitivinícola, donde se puede visitar una bodega de producción artesanal.

## Toponimia
El nombre deriva de una palabra huarpe compuesta: chapac-nay, que significa bajo o zona pantanosa; en efecto la zona era de bajos hasta que los cultivos drenaron la misma, conservándose hoy los mismos sólo a orillas del río Mendoza. Existe una historia no comprobada de que Chapanay es el nombre de un cacique indio; asimismo, Chapanay fue el nombre elegido por una mujer mestiza esclava de una familia mendocina, que al escapar con su amado se instaló al orillas del río Mendoza y tiempo después prestaría servicios en la campaña Libertadora.

## Parroquias de las Iglesia Católica
| Arquidiócesis | Mendoza                    |
| ------------- | -------------------------- |
| Parroquia     | Asunción de Nuestra Señora |

## Educación
| Nro    | Nombre                          |
| ------ | ------------------------------- |
| 1-111  | Lino Hudson                     |
| 1-490  | José S. León Aguilera           |
| 1-522  | Facundo Quiroga                 |
| 1-164  | José María Bernal               |
| 4-058  | Pbro Domingo H. Núñez           |
| J- 238 | Jardín Maternal Manitos Felices |
| CByJA- | Aula Satélite - Chapanay        |
| CENS-  | Aula Satélite- Chapanay         |

## Infraestructura Pública
| Tipo                                                  | Nombre                                          |
| ----------------------------------------------------- | ----------------------------------------------- |
| Registro Civil y Capacidad de las Personas - Chapanay | Mendoza s/n, Chapanay                           |
| Destacamento Policial Chapanay                        | Mendoza s/n, Chapanay - Tel 4480083             |
| Centro de Salud Nº 083 – Chapanay                     | Mendoza y Sarmiento, Chapanay                   |
| Plaza Martina Chapanay                                | Entre Av Bismach, San Martín, Mitre y Sarmiento |

## Barrios
| Nombre            | Dirección                                        |
| ----------------- | ------------------------------------------------ |
| Los Vendimiadores | Belgrano desde San Juan a Córdoba                |
| Unión Vecinal     | Entre San Juan, San Martín, San Luis y Sarmiento |